# 北部壟崗

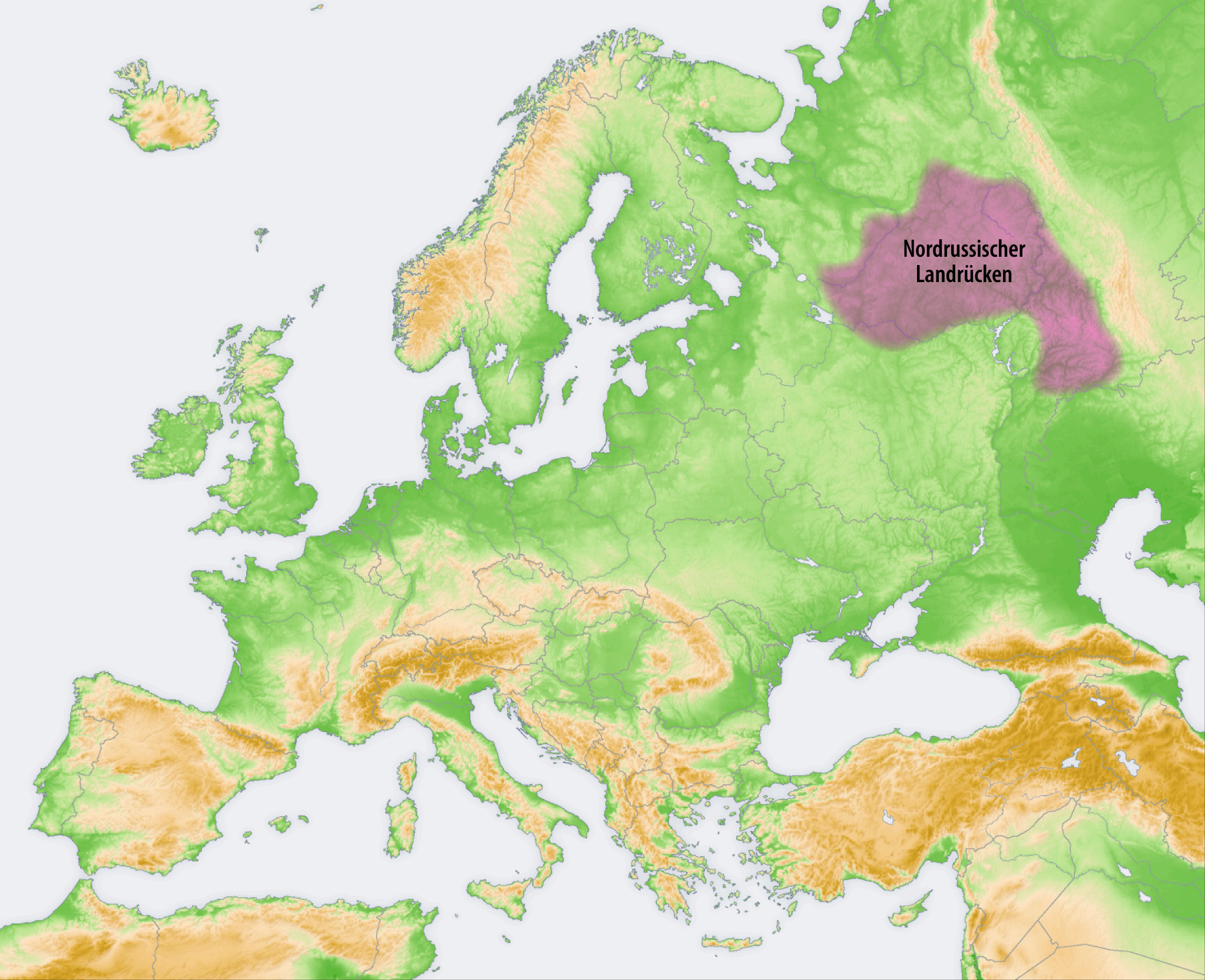

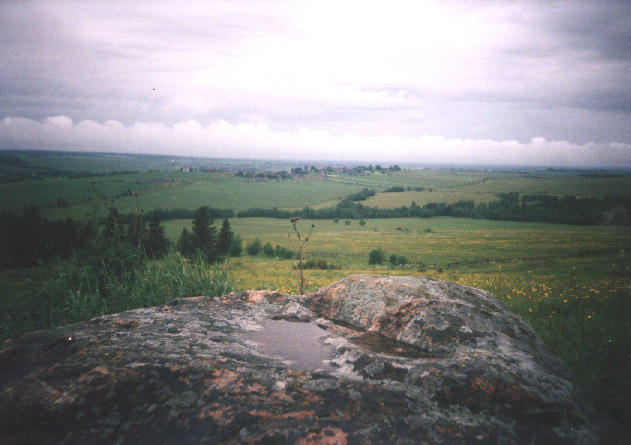

59°46′35″N 45°23′53″E / 59.77639°N 45.39806°E
北部壟崗（羅馬化：Severnyye Uvaly）是俄羅斯的山脊，位於東歐平原北部，是北德維納河和伏爾加河的分水嶺，全長約6,000公里，最高點海拔高度293米，是尤格河、盧扎河、莫洛馬河、瑟索拉河、溫扎河等河流的發源地。